# Moneilema appressum
Moneilema appressum är en skalbaggsart som beskrevs av Leconte 1852. Moneilema appressum ingår i släktet Moneilema och familjen långhorningar. Inga underarter finns listade i Catalogue of Life.